# Terror Squad
Terror Squad was een Amerikaanse hiphopgroep uit The Bronx (New York) opgericht door Fat Joe en Big Pun in 1998. De leden van het Terror Squad collectief debuteerden op een nummer van Fat Joe's album Don Cartagena. Terror Squad kwam met hun debuutalbum, The Album in 1999, met hun eerste grote hit "Whatcha Gon' Do". Big Pun overleed in 2000 als gevolg van een hartaanval. Na de dood van Big Pun verlieten Cuban Link en Triple Seis de groep en werden later vervangen door Remy Ma en Tony Sunshine.
In 2004 volgde het tweede album True Story, met de zomerhit "Lean Back", geproduceerd door Scott Storch. Een remix van Lean Back kenmerkte Lil Jon, Mase en Eminem, en werd uitgebracht op Fat Joe's album All or Nothing (2005).

## Discografie
Albums
- The Album (1999)
- True Story (2004)